# Nicolaas Poppel

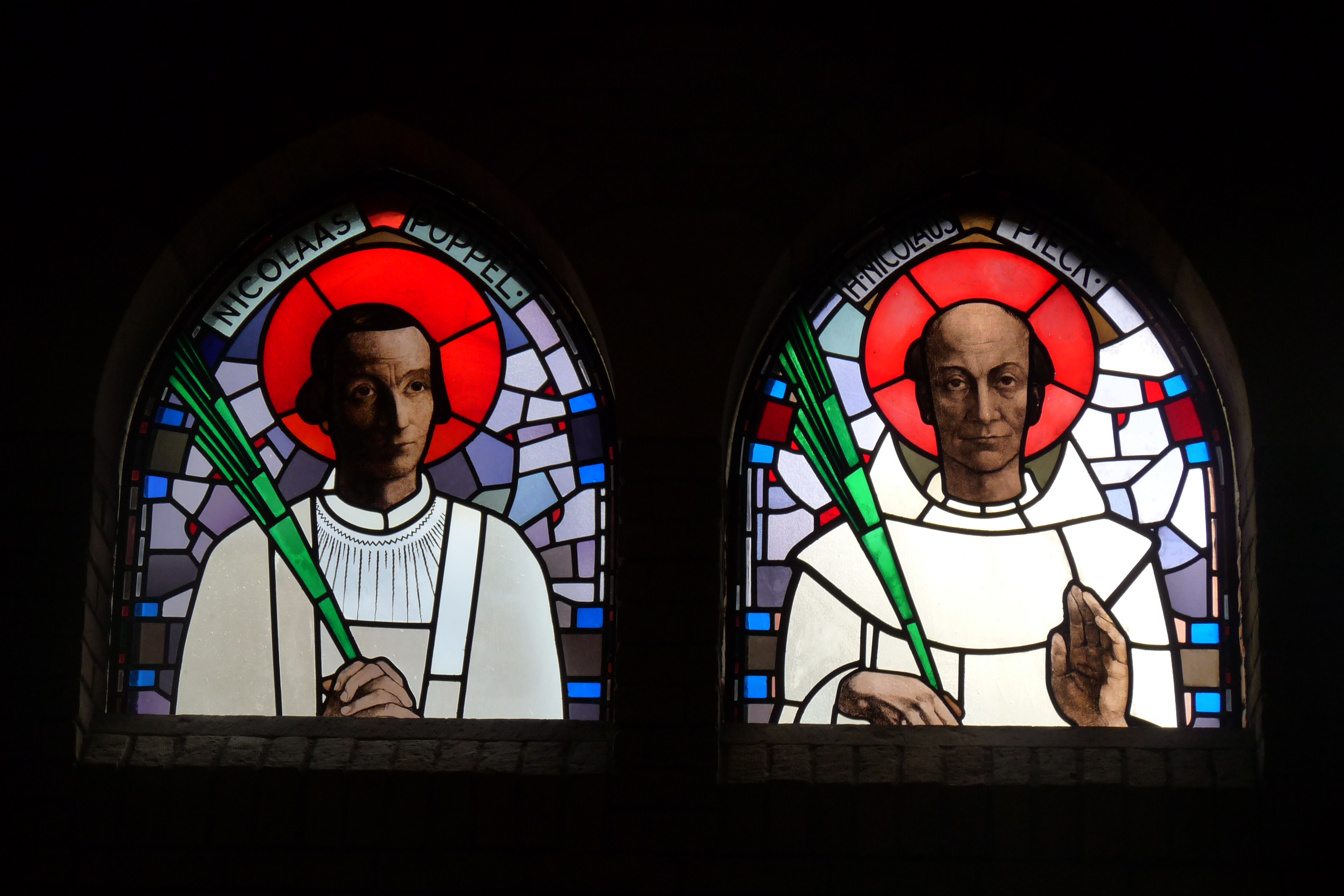
Nicolaas Poppel (links) naast H.Nicolaus Pieck
(Hofkerk (Amsterdam)

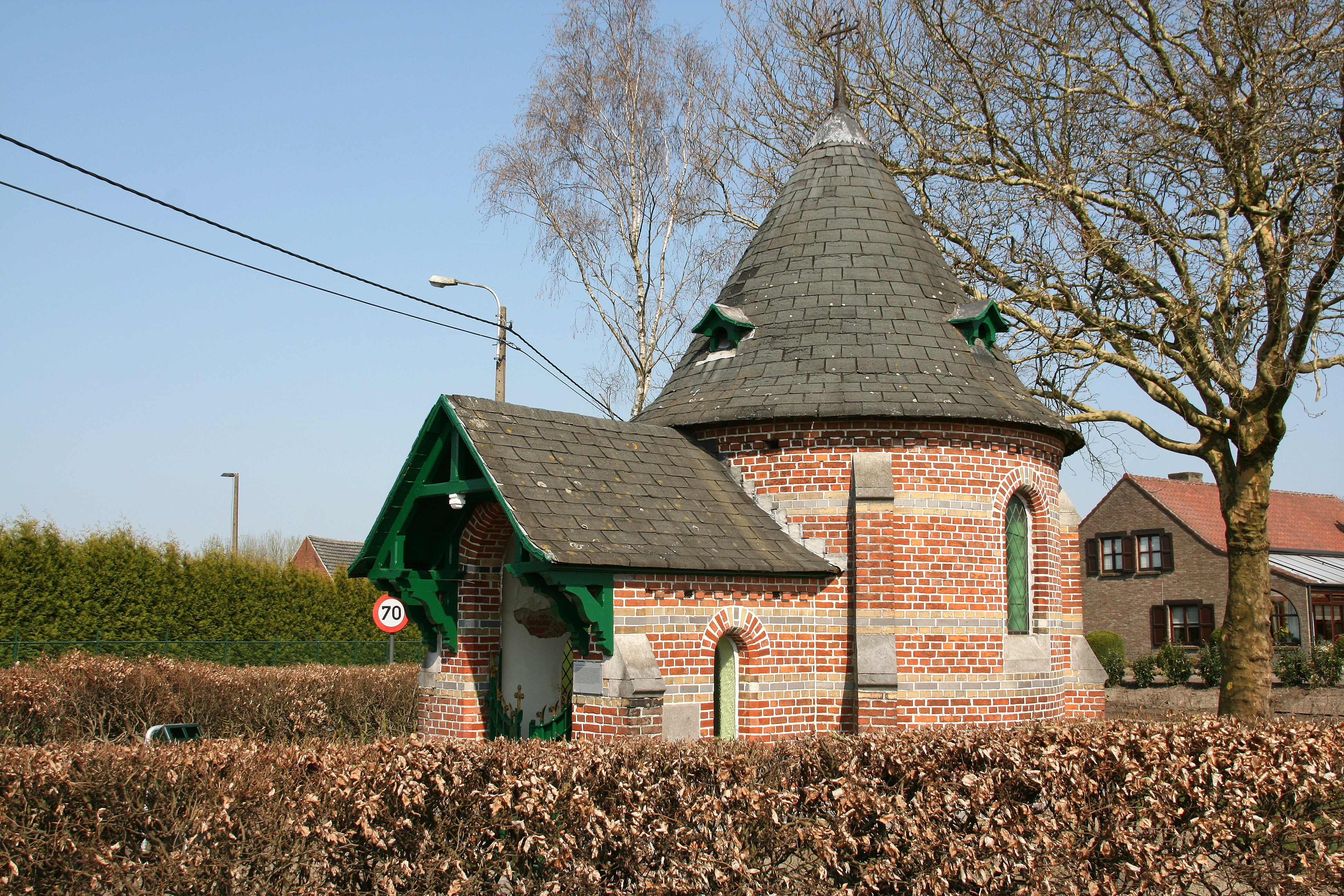
Poppeliuskapel tussen Weelde en Poppel

Nicolaas Poppel of Nicolaus Poppelius (1532 - Brielle, 9 juli 1572) was kapelaan in Gorinchem. 
Hij is een van de negentien martelaren van Gorcum die in 1572 door de Geuzen werden gefolterd en vermoord omwille van hun geloof en trouw aan Rome.
Over zijn geboorteplaats is enige twijfel.
Zowel Poppel als Weelde (twee voormalige gemeenten in het noorden van de provincie Antwerpen, thans deelgemeenten van Ravels) eisten de martelaar op. Alhoewel, vóór de heiligverklaring in 1867 hadden de gelovigen van Poppel en Weelde nooit geredetwist over de afkomst van de heilige. Onder aanvoering van de toenmalige geestelijkheid werd er campagne gevoerd om het bezit van de martelaar.
Bij het bouwen van een kapel, in 1904, ter ere van Nicolaus Poppelius is er rekening gehouden met de gevoeligheden van beide dorpen.
Op de Hegge (Weelde), nabij de gemeentegrens van Weelde en Poppel, werd er na de graafwerken zavel aangevoerd uit Poppel.
Zo bouwde men deze kapel in Weelde op Poppelse grond.

## Trivia
- De Heemkunde- en Erfgoedvereniging van de fusiegemeente Ravels draagt de naam van deze heilige.
- In de Amsterdamse Nicolaasbasiliek - genoemd naar zijn bekendere naamgenoot - is (in de Martelarenkapel) een beeld van deze heilige te vinden.

Adrianus van Hilvarenbeek · Andreas Wouters · Antonius van Hoornaar · Antonius van Weert · Cornelius van Wijk bij Duurstede · Franciscus de Roye · Godfried van Duynen · Godfried van Mervel · Hieronymus van Weert · Jacobus Lacobs · Joannes van Hoornaar · Joannes van Oisterwijk · Leonardus van Veghel · Nicasius van Heeze · Nicolaas Pieck · Nicolaas Poppel · Petrus van Assche · Theodorus van der Eem · Willehad van Denemarken